# القومسيون شرق
قرية القومسيون شرق هي إحدى القرى التابعة لمركز مطوبس في محافظة كفر الشيخ في جمهورية مصر العربية. حسب إحصاءات سنة 2006، بلغ إجمالي السكان في القومسيون شرق 15928 نسمة، منهم 8139 رجل و7789 امرأة.